# ألبرت دراخ
ألبرت دراخ (بالألمانية: Albert Drach) (1902 – 1995)، هو أديب نمساوي اصول يهودية. أحد الأدباء الذين أثروا الأدب الألماني بنتاحهم، وبدأ الكتابة في سن مبكرة، وبرز في مجال القصة والرواية، ونال جائزة كلايست الأدبية في سن الثلاثين، ومارس المحاماة إلى جانب العمل الأدبي، وكافح الحكم النازي، وحصل عام 1988م على جائزة بوشنر، كم أن له العديد من المؤلفات من أبرزها: «المخالفة الكبيرة ضد شجرة الدراق» و «رحلة غير عاطفية».
ولد يوم 17 ديسمبر 1902 في فيينا، وتوفي † يوم 27 مارس عام 1995 في مودلينغ 6 كم جنوب فيينا.

## الجوائز
- 1972 جائزة الأدب لمدينة فيينا
- 1975 الجائزة الثقافية لمقاطعة النمسا السفلى
- 1988 جائزة جورج بوشنر
- 1990 وسام نمساوي للعلوم والفنون
- 1991 جائزة مانيس سبيربر
- 1993 جائزة Grillparzer

## روابط خارجية
- ألبرت دراخ على موقع IMDb (الإنجليزية)
- ألبرت دراخ على موقع مونزينجر (الألمانية)